# ハンス・サーペイ
ハンス・アドゥー・サーペイ（Hans Adu Sarpei、1976年6月28日 - ）は、ガーナ・テマ出身の元サッカー選手。ポジションはDF。

## 来歴

### クラブ
2001年から6シーズンの間VfLヴォルフスブルクに所属し、2007年5月、バイエル・レバークーゼンに2年契約で移籍した。

### 代表
2000年にガーナ代表デビューし、2006 FIFAワールドカップ、2010 FIFAワールドカップメンバーに選ばれた。2010年9月5日のアフリカネイションズカップ2012予選、スワジランド戦で代表初得点を挙げた。

## 所属クラブ
- SCフォルトゥナ・ケルン 1998–2000
- MSVデュースブルク 2000–2001
- VfLヴォルフスブルク 2001–2007
- バイエル・レバークーゼン 2007-2010
- シャルケ04 2010-2012

## 代表歴

### 出場大会
- ガーナ代表
  - 2006 FIFAワールドカップ
  - 2010 FIFAワールドカップ

### 試合数
- 国際Aマッチ 36試合 1得点（2000年-2010年）[1]

| ガーナ代表 | 国際Aマッチ | 国際Aマッチ |
| 年         | 出場        | 得点        |
| ---------- | ----------- | ----------- |
| 2000       | 1           | 0           |
| 2001       | 0           | 0           |
| 2002       | 0           | 0           |
| 2003       | 0           | 0           |
| 2004       | 0           | 0           |
| 2005       | 2           | 0           |
| 2006       | 7           | 0           |
| 2007       | 7           | 0           |
| 2008       | 7           | 0           |
| 2009       | 0           | 0           |
| 2010       | 12          | 1           |
| 通算       | 36          | 1           |